# عدم
عدم (فرانسوی: non-être‎)، مفهوم عدم نه تنها از مفهوم نفی شدگی ناشی نمی‌شود، بلکه آغازین تر از آن است.

## هایدگر
هایدگر، که میراث دار فلسفه غرب است، در کتاب «متافیزیک چیست» به نحو بنیادین به مسئله عدم می‌پردازد. به عقیده او مفهوم عدم نه تنها از مفهوم نفی شدگی ناشی نمی‌شود، بلکه آغازین تر از آن است. عدم در تفکر هایدگر ربطی وثیق به خصلت‌های وجودی، یا آنچه هایدگر آن را اگزیستانسیال‌های دازاین می‌نامد، دارد. عدم هایدگری از طریق «ترس-آگاهی» آشکار می‌گردد و طی آن در جریان فرو غلتیدن همه موجودات در یک کلیت، دازاین خود را تنها در مهی هولناک می‌یابد. بر این اساس پرسش از عدم به اندازه پرسش از هستی اهمیت دارد.

## برگسن
برگسن در کتاب «تطور خلاق» گفته‌است: معنی عدم مطلق معنی لغزاننده‌ای است. این معنی، خود، خود را منهدم می‌کند زیرا اگر معنی عدم عبارت است از حذف شیء، باید شیء دیگری در جای آن قرار داد، و نمی‌توان غیاب شیء را تصور کرد مگر اینکه تصور حضور شیء دیگری را در جای آن قرار داد. بنا بر این حذف شیء به معنی تبدیل کردن آن است. بنا بر این تصور عدم شیء چیزی جز یک تصور متناقض مانند تصور دایره مربع نیست. تصور عدم شیء یقیناً غنی‌تر از تصور وجود آن است، زیرا این تصور خود مستلزم تصور وجود است و تصور نفی وجود همراه آن است.

## هگل
هگل معنی عدم معادل معنی وجود است. اما در نظر فیلسوفان اصالت وجود انسانی این دو معنی با یکدیگر متفاوت است.

## کانت
کانت عدم را به چند معنی به کار برده‌است:
1. عدم به هر تصور تو خالی که دارای یک موضوع حقیقی نباشد گفته می‌شود. مانند تصور شیء فی نفسه.
2. به هر کیفیت سلبی از قبیل سرما و سایه گفته می‌شود.
3. به صورت شهودی که دارای جوهری نباشد که بتواند این صورت را نشان دهد گفته می‌شود. مثل زمان و مکان.
4. به هر تصور متناقضی مثل تصور دایره مربع گفته می‌شود.

## نیشیدا
کیتارو نیشیدا نیز، که میراث دار سنت بودیسم است، مسئله عدم را در کانون توجه قرار می‌دهد. عدمِ نیشیدایی تا حد زیادی رنگ و بوی «عرفانی-بودیستی» دارد. به عقیده او عدم بنیاد همه چیز است. عدم نیشیدایی وجهی انضمامی و این جهانی دارد، اما در عین حال ورای موجودات است. عدم از این لحاظ تعین بخش هستی است.